# كريستين كاسيبا
كريستين كاسيبا طبيبة وجراحة وسياسية من زامبيا خدمت السيدة الأولى لزامبيا من سبتمبر 2011 حتى أكتوبر 2014. وهي أرملة الرئيس السابق مايكل ساتا، الذي توفي في منصبه في 28 أكتوبر 2014. قدمت كاسيبا محاولة فاشلة كرئيسة زامبيا في الانتخابات الرئاسية الخاصة في يناير 2015 خلفًا لزوجها.  تم تعيينها سفيرة لزامبيا لدى فرنسا في 16 أبريل 2018.
لتقت وزيرة التنمية الدولية لين فيذرستون بالسيدة الأولى لزامبيا، الدكتورة كريستين كاسيبا ساتا - التي مثلت زامبيا في قمة لندن حول تنظيم الأسرة، 28 نوفمبر 2012.

## سيرة شخصية

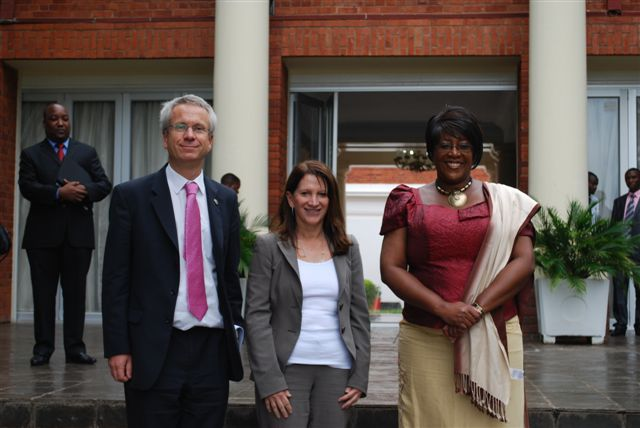
لقاء السيدة الاولى مع وزيرة التنمية الدولية

كانت كسيبا الزوجة الثانية لمايكل ساتا، رئيس البلاد من 2011 إلى 2014.  أنجبت كريستين كاسيبا ومايكل ساتا ثمانية أطفال معًا. قبل الزواج من كسيبا، كان ساتا متزوجًا من زوجته الأولى، مارجريت ماندا.
كاسيبا طبيبة وجراح منذ فترة طويلة، متخصصة في أمراض النساء والتوليد، في المستشفى الجامعي التعليمي في لوساكا. شغلت منصب السيدة الأولى لزامبيا من عام 2011 حتى وفاة زوجها، الرئيس ساتا، في 28 أكتوبر 2014.  تم تعيين كاسيبا سفيراً للنوايا الحسنة لمنظمة الصحة العالمية من 2012 إلى 2014.
أعلنت كسيبا ترشحها لمنصب رئيس زامبيا بعد وقت قصير من وفاة زوجها.  قدمت أوراق ترشيحها في 18 نوفمبر 2014، لخوض الانتخابات الفرعية الرئاسية في يناير 2015 كعضو في الجبهة الوطنية ساتا كانت كسيبا واحدًا من تسعة تنافسوا على ترشيح الجبهة الشعبية لمنصب الرئيس.  ومع ذلك، خسرت كسيبا والمرشحون السبعة الآخرون في الجبهة الشعبية ترشيح حزبهم لإدغار لونغو في المؤتمر العام للحزب في نوفمبر. 
في عام 2016، تم التكهن بإمكانية اختيار كريستين كاسيبا لمنصب نائب الرئيس للمرشح الرئاسي لـ UPND، هاكيندي هيشيليما، لانتخابات عام 2016. لم تكن كاسيبا عضوًا في UPND ، ولكن كان يتنظر إليها على أنها مضاد محتمل لزميلها الرئيس إدغار لونجو، إينونج وين، وهي أيضًا امرأة، على التذكرة الرئاسية.  وبحسب ما ورد حاول الرئيس السابق بالوكالة جاي سكوت انة قام بإقناع هيشيليما باختيار كسيبا لمنصب نائب الرئيس.  ومع ذلك، اختار هاكيندي هيشيليما في النهاية جيفري بواليا موامبا ليكون نائبًا له على كاسيبا و كانيسيوس باندا وغيرهم من الاختيارات المحتملة.
تعمل كاسيبا في فريق العمل العالمي المعني بالوصول الموسع إلى رعاية مرضى السرطان ومكافحته في البلدان النامية. 